# A-35
La  A-35  és una autovia de titularitat estatal que comunica les poblacions d'Almansa (província d'Albacete) i Xàtiva a la comarca de la (Costera).

## Nomenclatura
La  A-35  és el resultat del desdoblament de la N-430, al tram d'Almansa - l'Alcúdia de Crespins. La seua nomenclatura ve, del 35 que és el codi que rep l'autovía segons l'ordre de nomenclatures de les autovies estatals, i la lletra A referint-se a que és una autovia pertanyent al Ministeri de Foment.

## Història
La  A-35  era l'antiga carretera N-430 que unia València i Extremadura, encara que la A-35 tan sols es refereix al tram entre Almansa i l'Alcúdia de Crespins, la resta de trams d'aquesta nacional han estat reanomenats com altres autovies (A-7, A-31 i A-43) o encara pertany a la N-430 com a carretera.

## Traçat actual
Comença el seu recorregut a l'enllaç amb l'Autovia d'Alacant A-31 a l'altura d'Almansa, en direcció cap a l'Est. A continuació entra a la província de València i enllaça amb la carretera N-344, futura A-33, que comunica València amb Múrcia i Almeria per Yecla. A continuació passa per les poblacions de la província de València com Moixent, Vallada i Montesa. Finalitza el seu recorregut a l'enllaç amb l'A-7, que uneix València i Alacant per Alcoi, a l'altura de l'Alcúdia de Crespins.

### Localitats per on passa l'autovia
- Almansa
- La Font de la Figuera
- Moixent
- Vallada
- Montesa
- L'Alcúdia de Crespins
- Canals

## Recorregut
| Velocitat                    | Esquema                 | Eixida | Sentit Xàtiva (descendent)                              | Sentit Almansa (ascendent)                               | Carretera | Notes |
| ---------------------------- | ----------------------- | ------ | ------------------------------------------------------- | -------------------------------------------------------- | --------- | ----- |
|                              | Principi d'autovia      |        | A-35 Començament de l'Autovia Almansa - Xàtiva          | Fi de l'Autova Almansa - Xàtiva enllaç amb A-31 - N-430a |           |       |
| Limitació de velocitat a 100 |                         |        | Port d'Almansa                                          | Port d'Almansa                                           |           | -     |
| Limitació de velocitat a 120 | Sortida-entrada autovia | 11     | la Font de la Figuera Alacant - Múrcia                  | la Font de la Figuera Alacant - Múrcia                   | N-344     |       |
| Limitació de velocitat a 120 | Sortida-entrada autovia | 14     | Navalón                                                 | Navalón                                                  |           |       |
| Limitació de velocitat a 120 | Sortida-entrada autovia | 23     | Moixent                                                 | Moixent                                                  |           |       |
| Limitació de velocitat a 120 | Sortida-entrada autovia | 28     |                                                         | Moixent                                                  |           |       |
| Limitació de velocitat a 120 | Sortida-entrada autovia | 32     | Vallada                                                 | Vallada                                                  | CV-649    |       |
| Limitació de velocitat a 120 | Sortida-entrada autovia | 34     | Via de Servei                                           |                                                          |           |       |
| Limitació de velocitat a 120 | Sortida-entrada autovia | 37     | Montesa                                                 | Montesa                                                  | CV-5690   |       |
| Limitació de velocitat a 120 | Sortida-entrada autovia | 38     | Canals                                                  | Canals                                                   | CV-598    |       |
| Limitació de velocitat a 120 | Sortida-entrada autovia | 40     | L'Alcúdia de Crespins                                   | L'Alcúdia de Crespins                                    |           |       |
| Limitació de velocitat a 120 | Sortida-entrada autovia | 42     | L'Alcúdia de Crespins - Enguera                         | L'Alcúdia de Crespins - Enguera                          |           |       |
| Limitació de velocitat a 120 | Sortida-entrada autovia | 44     | Ontinyent Alcoi CV-60 Gandia                            |                                                          | CV-40     |       |
|                              |                         |        | Fi de l'Autovia Almansa - Xàtiva enllaç amb A-7 - CV-40 | A-35 Començament de l'Autovia Almansa - Xàtiva           |           |       |